# 第164回国会
第164回国会（だい164かいこっかい）は、2006年（平成18年）1月20日に召集された日本の国会における常会である。
会期は延長されず、6月18日までの150日間。

## 皇室典範問題
皇室典範第一条は、「皇位は、皇統に属する男系の男子が、これを継承する。」と定めているが、現在、秋篠宮文仁親王誕生以来、皇室には長期にわたり男子が生まれておらず皇室崩壊の危機とまで言われている現状がある。（この原因として、かつて行われた皇室内での近親交配の繰り返しによる遺伝子の弱体化や偶然などがあげられているが依然不明である。詳しくは皇位継承問題を参照。）
そこで、小泉純一郎首相は皇室典範を改正し、皇族女子および父方が皇族でない女系の子女にも即位を認める方針を示した。すると、与野党内から「皇室の伝統である男系による皇位継承を守るべき」等反対の声が上がった。しかし、小泉首相は、断固法案を可決する意思を示し、郵政解散ならぬ、皇室典範解散に踏み切るのではないかという雰囲気になった。
しかし、文仁親王妃紀子御懐妊のニュースに最初、小泉首相は態度の変化を示さなかったが、翌日突然意見を翻し同法案改正案を提出することをとりやめた。このことにより、自民党内から安堵の声が上がった。しかしライブドア事件や耐震偽装問題、米国産牛肉輸入再開問題を含め、政府・与党は国会運営で守勢に立たされており、決して楽観できる状況ではなかった。しかし民主党の永田寿康議員による堀江メール問題により、国会の攻守は完全に入れ替わった状態となり、来年度予算の年度内成立は困難となった。

## 教育基本法改革案
政府は、4月28日、教育基本法改革案を閣議決定し、国会に提出した。特別委員会を衆院に設置し、今国会での成立を目指している。特別委員長に森山眞弓元文相、委員に森喜朗元首相ら歴代文相経験者を任命する予定である。

## 今国会の提出済または提出予定の法案
国会で重要法案と指定されている法案は太字で示す。
- 行政改革推進関連法案
  - 行政改革推進法案
  - 公益法人制度改革3法案
    - 一般社団・財団法人法
    - 公益法人認定法
    - 関係法律の整備等に関する法律 - 上記2法案の施行に伴う既存の法律の整備を行うもの。

  - 公共サービス改革案（市場化テスト法案）
- 皇室典範改正案
- 教育基本法改正案
- アスベスト健康被害者救済法案
- 医療制度改革関連法案（関連法の改正を含む）
- 建築基準法改正案
- 米軍再編推進法案
- 防衛省設置法案
- 国民投票法案
- 国会議員互助年金廃止法案（議員年金廃止法案）
- 官製談合防止法改正案
- ハンセン病補償法改正案
- 証券取引法改正案（関連法の改正を含む）

## 今国会で成立した主要法案

### 議員提出
- 衆議院提出
- （与党提出）
  - 国会議員互助年金法を廃止する法律
  - 公職選挙法の一部を改正する法律-海外派遣の自衛隊等への不在者投票等を認める法律
- （委員長提出）
  - ハンセン病療養所入所者等に対する補償金の支給等に関する法律の一部を改正する法律
  - 平成十七年度の水田農業構造改革交付金等についての所得税及び法人税の臨時特例に関する法律
  - 執行猶予者保護観察法の一部を改正する法律
  - 地震防災対策特別措置法の一部を改正する法律
  - 探偵業の業務の適正化に関する法律
  - 海外の文化遺産の保護に係る国際的な協力の推進に関する法律
  - がん対策基本法
  - 拉致問題その他北朝鮮当局による人権侵害問題への対処に関する法律
- 参議院提出
- （与党提出）
  - 公職選挙法の一部を改正する法律-参議院議員選挙区定数の改正
- （委員長提出）
  - 国会職員法の一部を改正する法律
  - 自殺対策基本法
  - 精神病院の用語の整理等のための関係法律の一部を改正する法律

### 内閣提出
- 新規立法
  - 平成十七年度分として交付すべき地方交付税の総額の特例に関する法律
  - 石綿による健康被害の救済に関する法律（石綿被害救済法）
  - 平成十八年度における財政運営のための公債の発行の特例等に関する法律
  - 中小企業のものづくり基盤技術の高度化に関する法律
  - 住生活基本法
  - 競争の導入による公共サービスの改革に関する法律（公共サービス改革法）
  - 法の適用に関する通則法
  - 農業の担い手に対する経営安定のための交付金の交付に関する法律
  - 高齢者、障害者等の移動等の円滑化の促進に関する法律（バリアフリー新法）
  - 就学前の子どもに関する教育、保育等の総合的な提供の推進に関する法律（認定こども園設置法）
  - 一般社団法人及び一般財団法人に関する法律
  - 公益社団法人及び公益財団法人の認定等に関する法律
  - 簡素で効率的な政府を実現するための行政改革の推進に関する法律
  - 社会保障に関する日本国とカナダとの間の協定の実施に伴う厚生年金保険法等の特例等に関する法律
  - 国家公務員の留学費用の償還に関する法律
- 全部改正
  - 遺失物法
- 一部改正
  - 所得税法等の一部を改正する等の法律
  - 消費者契約法の一部を改正する法律
  - 証券取引法等の一部を改正する法律
- 廃止
  - 民間事業者の能力の活用による特定施設の整備の促進に関する臨時措置法及び輸入の促進及び対内投資事業の円滑化に関する臨時措置法を廃止する法律
  - 工業再配置促進法を廃止する法律

## 内閣提出で継続審議になった法案
- 犯罪の国際化及び組織化並びに情報処理の高度化に対処するための刑法等の一部を改正する法律案
- 少年法等の一部を改正する法律案
- 感染症の予防及び感染症の患者に対する医療に関する法律等の一部を改正する法律案
- ねんきん事業機構法案
- 国民年金事業等の運営の改善のための国民年金法等の一部を改正する法律案
- 信託法案
- 信託法の施行に伴う関係法律の整備等に関する法律案
- 道州制特別区域における広域行政の推進に関する法律案
- 教育基本法案
- 防衛庁設置法等の一部を改正する法律案